# 王奭 (高麗)
世子王奭（1370年—1394年），是高麗國第三十四任君主恭讓王王瑤的獨子，生母順妃盧氏。

## 生平
王奭最初名為王瑞（韓語：왕서），冊封為定城君（韓語：정성군），恭讓王即位後在元年（1389年）十一月封為世子，並以以趙浚（韓語：조준）、徐鈞衡（韓語：서균형）、李至（韓語：이지）為師傅；李舒（韓語：이서）、金子粹（韓語：김자수）、禹成範（韓語：우성범）、姜淮季（韓語：강회계）、趙庸（韓語：조용）為侍學。
恭讓王三年（1391年）, 王奭娶前政堂文學李元紘（韓語：이원굉）的女兒為世子妃，恭讓王賜禮物，次年（1392年）王奭在京師，命以支俸餘額娶嬖妾，高麗滅亡後與父母和高麗宗室一起被李成桂殺害。